# Гогорса, Микель
Микель Йохан Гогорса Крюген-Йонсен (дат. Mikel Johan Gogorza Krüger-Johnsen; род. 27 сентября 2006, Берген) — датский футболист, вингер клуба «Мидтьюлланн».

## Клубная карьера
Гогорса — воспитанник клубов «Люнгбю», «Копенгаген» и «Мидтьюлланн». 18 февраля 2024 года в матче против «Брондбю» он дебютировал в датской Суперлиги.

## Международная карьера
В 2024 году в составе юношеской сборной Дании Гогорса принял участие в юношеском чемпионате Европы в Северной Ирландии. На турнире он сыграл в матчах против сборных Испании, Франции и Турции. В поединках против турок и испанцев Микель забил по голу.